# Villy-lez-Falaise
Villy-lez-Falaise – miejscowość i gmina we Francji, w regionie Normandia, w departamencie Calvados.
Według danych na rok 1990 gminę zamieszkiwało 248 osób, a gęstość zaludnienia wynosiła 50 osób/km² (wśród 1815 gmin Dolnej Normandii Villy-lez-Falaise plasuje się na 643. miejscu pod względem liczby ludności, natomiast pod względem powierzchni na miejscu 885.).